# Argiope picta
Argiope picta — вид павуків-колопрядів з всесвітньо поширеного роду Argiope. Великі, яскраво забарвлені самиці більші в декілька разів за дрібних самців. Живиться великими комахами. Отрута слабка, для людини безпечні. Поширені у Південно-Східній Азії, Австралії, Новій Гвінеї та на навколишніх островах Океанії.

## Опис
Вид має яскраво виражений статевий диморфізм. Самиці великі, кремезні, довжина тіла близько 2 см, з довгими ногами. Форма черевця самиці щитоподібна. На спинній поверхні черевця по центру знаходиться ряд світлих плям, оторочений чорним.
Вид Argiope picta у роді Argiope належить до умовної групи видів, близьких до A. aetherea. На відміну від більшості інших видів павуків, зокрема й аргіоп, розрізнення цих двох видів за допомогою геніталій самця та самиці ускладнено, бо за формою вони вкрай подібні в обох. Тим не менш, види явно відрізняються за забарвленням та іншими деталями зовнішнього вигляду, через що й можливо їх більш-менш точно визначити. A. aetherea на відміну від A. picta має черевце п'ятикутної форми зі світлим забарвленням спинної поверхні, де лише задній кінець черевця темний. У A. aetherea також нижня поверхня головогрудей більш яскраво помаранчева.
За забарвленням вид трохи подібний до A. boesenbergi, втім різниця достатня для визначення.

## Спосіб життя і поведінка
В Новій Гвінеї зустрічаються в затінених узліссях. Дорослі самиці активні впродовж усього року. Ловильна сітка іноді має хрестоподібний стабілімент, в інших випадках — лише 1-2 фрагменти стабіліменту, але часто повністю його позбавлена.
Самиці живляться великими та середнього розміру комахами: мухами, кониками, метеликами. При цьому павук розрізняє різні групи комах та змінює свою поведінку відповідно. При потраплянні в павутину коника павук швидко замотує його в павутинний кокон, а лише потім кусає. Натомість метелики здатні вирватися з павутиння за рахунок лусок, які відвалюються з крил. Тому павук спочатку кусає їх, а потім починає загортати в кокон. Дослідження показали, що павуки вірно визначають метелика в більше ні ж 70 % випадків.
Самець украй рідко залишає членик педипальпи (емболіум) у статевому отворі самиці.

## Розповсюдження
Вперше описаний з Півнчіної Австралії. Ареал займає східні провінції Індонезії: Молуккські острови, Західна Нова Гвінея. Населяє Папуа Нову Гвінею, Архіпелаг Бісмарка, Соломонові острови, Нові Гебриди та низку сусідніх островів до островів Санта-Круз.
Під час дослідження павуків Нової Гвінеї вид був знайдений у всіх досліджуваних місцевостях, що свідчить про звичайність виду.